# Epectinaspis bisyrica
Epectinaspis bisyrica är en skalbaggsart som beskrevs av Paucar-cabrera 2003. Epectinaspis bisyrica ingår i släktet Epectinaspis och familjen Rutelidae. Inga underarter finns listade i Catalogue of Life.